# Jan II van Croÿ

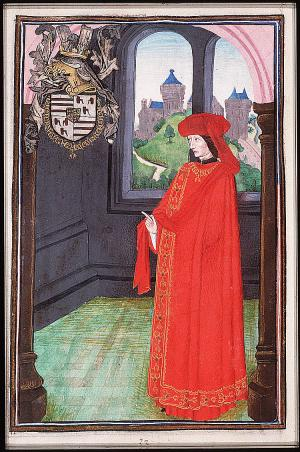
Jan van Croÿ in het wapenboek van de Orde van het Gulden Vlies, 1473

Wapen Jan II van Croÿ

Jan van Croÿ (ca. 1380 - 1473), heer van Chimay, was een staatsman in dienst van de Bourgondische hertogen.

## Biografie
Jan van Croÿ was de derde zoon van Jan I van Croÿ, heer van Renty en een jongere broer van Anton van Croÿ. 
Samen met Anton stelde hij zich in dienst van Filips de Goede. Jan had de eer om in 1433 de toekomstige Karel de Stoute ten doop te mogen houden.
Vanaf 1429 was Jan stadhouder in het pas verworven graafschap Namen. Bij de oprichting van de Orde van het Gulden Vlies was hij een van de eerste ridders.
In 1435 was Jan in Nevers een van de onderhandelaars van de vredesbesprekingen die zouden leiden tot de vrede van Atrecht. Hij werd daarop belast met het onderwerpen van de bevolking van Amiens aan het Bourgondische gezag.
Het jaar nadien was Jan van Croÿ bevelhebber van een leger dat ten doel had Calais te veroveren op de Engelsen. Dit leger bestond vooral uit Vlaamse milities die zeer misnoegd waren over de behandeling die hun landgenoten in Engeland genoten na het sluiten van de vrede van Atrecht. Toen na enige tijd bleek dat de belegering van Calais een zeer moeizame en langdurige operatie zou worden, verloren de Vlaamse milities hun enthousiasme. Ter verontschuldiging beschuldigden zij Jan van Croÿ van verraad. Deze moest ijlings het leger verlaten, waarna het beleg werd opgebroken.
Tijdens de Gentse Opstand, ontzette Jan van Croÿ het garnizoen van het door de Gentenaren belegerde Oudenaarde.
In 1453 versloeg Jan Willem van Brunswijk bij Diedenhoven en verzekerde zo het bezit van het hertogdom Luxemburg voor Filips de Goede.
Jan van Croÿ had een grote invloed op Filips de Goede, wat hem de haat opleverde van diens zoon, Karel de Stoute. Er waren bijvoorbeeld geruchten dat Jan er naar streefde de hertogelijke bezittingen te verkleinen door zelf graaf van Namen, in plaats van slechts stadhouder, te willen worden. Ook vergaf Karel hem niet dat hij Filips had overtuigd om de steden in Picardië die waren verworven bij het verdrag van Atrecht, terug te geven aan koning Lodewijk XI van Frankrijk.
Toen Karel zelf hertog werd, werd Jan van Croÿ gedwongen in ballingschap te gaan, samen met zijn broer Anton en zijn zoon Filips. 
In 1473 volgde de verzoening, waarna zijn heerlijkheid Chimay werd verheven tot graafschap. Nog hetzelfde jaar overleed hij.

## Huwelijk en kinderen
Jan trouwde in 1428 met Maria van Lalaing. Zij hadden vijf kinderen:
- Jacob van Croÿ (1436-1516) werd bisschop van Kamerijk
- Filips van Croÿ (ca. 1437-1482), tweede graaf van Chimay
- Michel van Croÿ, heer van Sempy
- Jacoba van Croÿ, trouwde met Jean de Nesle
- Catharina van Croÿ, trouwde met Adrien de Brimeu

- Biografisch Portaal: 23284371
- Digitale Bibliotheek voor de Nederlandse Letteren: croy015
- Gemeinsame Normdatei: 132252473
- Virtual International Authority File: 169134141